# Ludwig Röder
Ludwig Röder (* 20. Dezember 1917 in Würzburg; † 26. Februar 1993 ebenda) war ein deutscher Dichter, Schriftsteller und Astrologe.

## Leben
Röder wuchs in Würzburg auf und studierte dort ab 1937 Medizin, ab 1939 Germanistik, Englisch und Geschichte für das Lehramt. Er lehrte nach den Examina zwei Jahre an Gymnasien in Würzburg und Neustadt an der Aisch, bevor er im Sommer 1944 fristlos entlassen wurde. Er hatte sich geweigert, ein ‚Kinderlandverschickungslager‘ in Würzburg-Kist zu leiten, denn dazu sei, so Röder, „eine überwiegend militärisch ausgerichtete Schulung erforderlich“, die er nicht aufweise (zitiert nach der Röder-Biografie von Wilfrid Lutz). Nach dem Zweiten Weltkrieg trat die US-Militärregierung an Ludwig Röder heran, unter anderem um das Institut für Hochschulkunde an der Universität Würzburg zu leiten. Ab September 1947 unterrichtete er als Studienassessor an der Lehrerbildungsanstalt Würzburg, wurde wegen Krankheit und politischer Diskrepanzen 1949 aus dem Staatsdienst entlassen und ein Jahr später rehabilitiert. Er lehrte ab 1950 für kurze Zeit an einem Gymnasium in Schweinfurt, fiel jedoch wegen Krankheit aus und erhielt nach mehreren Rechtsstreits mit dem Bayerischen Kultusministerium Ende 1953 das endgültige Entlassungsschreiben. Fortan lebte er von Sozialhilfe.
Ab Mitte der 1950er Jahre bis in die 1980er Jahre trat Ludwig Röder durch Vorträge, Leserbriefe und Flugblätter in Erscheinung. Er prangerte die Macht der katholischen Kirche an, wandte sich gegen deren evolutionsfeindliches Weltbild, setzte sich für die Rechte der Frauen und gegen die Wiederbewaffnung der Bundesrepublik Deutschland ein. Auf seine Flugblätter wurde unter anderem der Schriftsteller Günter Grass aufmerksam, der Röder im Sommer 1967 in seinem kleinen Haus in der Kleßbergsteige besuchte.
In den 1970er Jahren stieß Röder auf die Astrologie. Sie rundete seine ganzheitliche Weltsicht ab. Er betrieb die Astrologie wie eine Wissenschaft und wurde in dieser Funktion über Würzburg hinaus bekannt. Das Ausstellen von Horoskopen wirkte sich auf finanziell positiv auf Ludwig Röders einfaches Leben aus.
Ludwig Röder war von 1942 bis 1951 mit Sophie verheiratet. Aus der Ehe ging 1943 die Tochter Irmgard Röder hervor. 1947 lernte Ludwig Röder die Würzburger Malerin Rita Kuhn kennen. Die beiden pflegten eine enge Freundschaft bis zu Röders Tod. Rita Kuhn pflegte seinen Nachlass, der jetzt im Stadtarchiv Würzburg liegt.
Ein für Ludwig Röders Stil typisches Gedicht aus dem selbst verlegten Lyrikband „Lichtspur“ von 1982:

„Altes Tor

fragt niemand
nach deiner Zeit
zeitlos
stehst du am Eingang der Welt
zählt kein Hirte die Stunden
Vergangenheit
Gegenwart Zukunft
steht ohne Zeiger
unendlich
im Raum“

## Wirken
Röder wurde nur als Astrologe überregional bekannt. Seine Literatur – größtenteils unveröffentlicht oder in alternativen Kleinverlagen publiziert – weist stark expressionistische Züge auf und fand nie den Anschluss an die freiere, experimentellere Sprache der 1960er Jahre.
Ludwig Röder war Pazifist ohne politische Bindung und geriet sowohl mit den Nationalsozialisten, als auch mit der katholischen Kirche und – nach dem Zweiten Weltkrieg – dem Bayerischen Schulsystem in Konflikt.

## Werke
- Lichtspur. Gedichte. Selbstverlag in Assoziation mit der alternativen Literaturzeitschrift Die Gießkanne Würzburg 1982.
- Kein Tag vergeht umsonst. Gedichte. Contessa Verlag, Güntersleben 2003.
- Der Dämon und das Mädchen, oder Malos Turmtheater. Ein Theaterroman. Verlag J.H. Röll, Dettelbach 2003.

## Biografie
- Wilfrid Lutz: Ludwig Röder – Im Strudel der Zeit Verlag J.H. Röll, Dettelbach 2009.